# 2005년 전국체육대회
제86회 전국체육대회는 2005년 10월 14일부터 2005년 10월 20일까지 대한민국 울산광역시 일원에서 개최되었다.
울산광역시 승격 후 처음으로 개최하였으며, 전국체육대회 성화는 마니산 첨성단 '남의 불', 금상산 옥류동 '북의 불', 동해 간절곶 '울산의 불', 동해 가스전 '희망의 불' 4곳에서 채화되었다. 재 중국 동포선수단이 참가하였고, 개회식에 <건전한 스포츠 문화 조성을 위한 결의문>을 낭독하였으며(선수대표·지도자 대표), 대회 기간 동안 대한체육회 홍보관을 운영하였다.

## 개요
- 대회명칭 : 제86회 전국체육대회
- 개최기간 : 2005년 10월 14일 ~ 2005년 10월 20일
- 개최지 : 울산광역시
- 구호 : 다함께 울산에서 더 멀리 세계로!
- 참가인원 : 30,000여명
- 종별 : 일반부, 대학부, 고등부
- 마스코트 : 해울이

## 종목

### 정식종목
- 육상, 수영, 축구, 야구, 테니스, 정구, 농구, 배구, 탁구, 핸드볼, 럭비, 사이클, 복싱, 레슬링, 역도, 씨름, 유도, 검도, 궁도, 양궁, 사격, 승마, 체조, 하키, 펜싱, 배드민턴, 태권도, 조정, 볼링, 인라인롤러, 요트, 근대5종, 카누, 골프, 보디빌딩, 우슈, 수중, 세팍타크로, 소프트볼, 트라이애슬론

### 시범종목
- 스쿼시

## 종합순위
- 시도별 득점 순위

1. 경기도 : 73,682
2. 서울특별시 : 68,562
3. 경상북도 : 50,518
4. 울산광역시 : 44,163
5. 경상남도 : 43,709
6. 충청남도 : 41,351
7. 부산광역시 : 40,584
8. 대구광역시 : 39,301
9. 전라남도 : 41,232
10. 강원도 : 37,094
11. 인천광역시 : 36,566
12. 대전광역시 : 35,959
13. 충청북도 : 35,179
14. 전라북도 : 29,887
15. 광주광역시 : 28,192
16. 제주특별자치도 : 9,561

### 최우수 선수상
최우수 선수상은 한국체육기자연맹 기자단의 투표로 결정된다.
- 최우수 선수상(MVP) : 박태환 (서울특별시/수영)